# Grandeco
Grandeco Wallfashion Group Belgium — один з найважливіших світових виробників шпалер з Бельгії

## Історія компанії
Ідеко, заснована в 1978 році як частина групи «Балта», була заснована в історичному бельгійському місті Тільт, колись шумному центрі текстильної промисловості Фландрії між XII-XVI ст.
Лідерство, спрямоване на перспективу фірми, засноване на цій гордій спадщині бельгійських спеціалістів з обшивання стін, стратегічного перейшло від текстилю до вінілу в 1991 році. Через 30 років: Grandeco Wallfashion Group Belgium — один з найважливіших у світі виробників шпалер з динамічною командою 300 співробітників. Один централізований бельгійський виробничий завод, 5 відділів продажів у Бельгії, Франції, Великій Британії, Польщі та Росії та представник у більш ніж 80 країнах.

## Бренди компанії
- Grandeco Boutique
- WallFashion
- Deco4Walls